# Dasychira dorsipennata
Dasychira dorsipennata är en fjärilsart som beskrevs av Barnes och Mcdunnough 1919. Dasychira dorsipennata ingår i släktet Dasychira och familjen tofsspinnare. Inga underarter finns listade i Catalogue of Life.